# Rzepiennik Strzyżewski

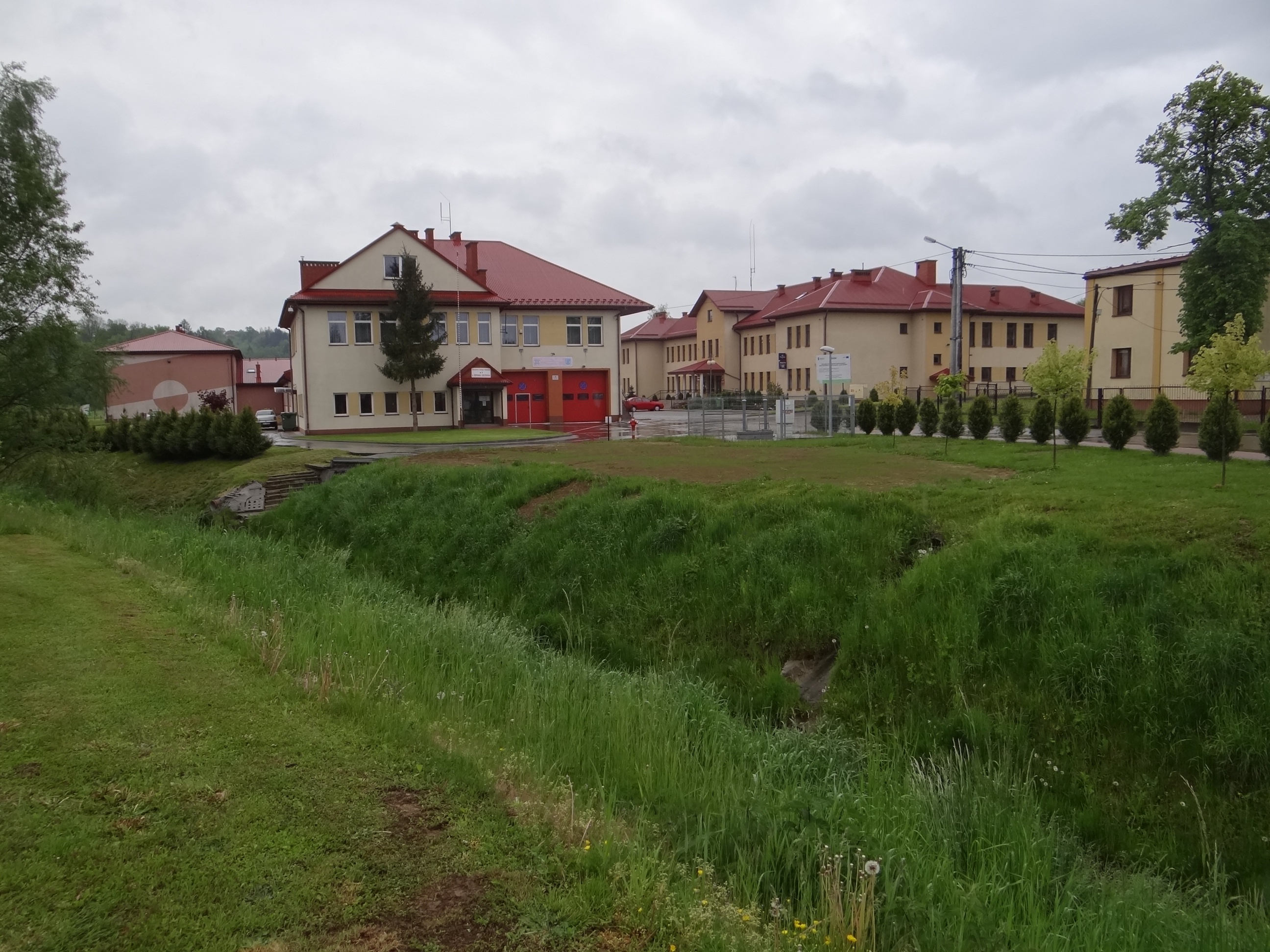
Zentrum des Orts

Rzepiennik Strzyżewski ist ein Dorf im Powiat Tarnowski der Woiwodschaft Kleinpolen in Polen. Es ist Sitz der gleichnamigen Landgemeinde mit etwa 6750 Einwohnern.

## Geographie
Der Ort liegt am Fluss Rzepiennik im Pogórze (Vorgebirge) Ciężkowickie.

## Geschichte
Es gibt vier Dörfer mit Namen Rzepiennik am gleichnamigen Fluss, längs etwa 15 Kilometer, vom Nordwesten bis Südosten: Rzepiennik Marciszewski, Rzepiennik Strzyżewski, Rzepiennik Biskupi und Rzepiennik Suchy. Rzepiennik Strzyżewski wurde im Jahre 1347 laut dem Gründungsprivileg König Kasimirs des Großen von Pawel und Mikołaj von Wola Chynowska gegründet. Der Name Rzepiennik ist abgeleitet vom Wort rzepa (Rübe), das Adjektiv Strzyżowski ist abgeleitet von der Familie Strzeż, der das Dorf im 15. Jahrhundert gehörte.
Bei der Ersten Teilung Polens kam Rzepiennik Biskupi 1772 zum neuen Königreich Galizien und Lodomerien des habsburgischen Kaiserreichs (ab 1804).
1918, nach dem Ende des Ersten Weltkriegs und dem Zusammenbruch der k.u.k. Monarchie, kam Rzepiennik Biskupi zu Polen. Unterbrochen wurde dies nur durch die Besetzung Polens durch die Wehrmacht im Zweiten Weltkrieg. In den Jahren 1941–1942 gab es dort eine jüdische Ghetto. Im Juli 1942 wurden über 360 Juden getötet.
Von 1975 bis 1998 gehörte Rzepiennik Biskupi zur Woiwodschaft Tarnów.

## Gemeinde
Zur Landgemeinde (gmina wiejska) Rzepiennik Strzyżewski gehören Dörfer mir sechs Schulzenämtern.